# Snycerstwo w Konjicu
Snycerstwo w Konjicu (bośn. Konjičko drvorezbarstvo) – tradycyjne rzemiosło artystyczne; sztuka rzeźbienia w drewnie i ręcznego wykonywania mebli oraz przedmiotów dekoracyjnych z miasta Konjic i jego okolic w środkowej Bośni i Hercegowinie, wpisana w 2017 roku na listę reprezentatywną niematerialnego dziedzictwa kulturowego ludzkości UNESCO.

## Charakterystyka
Najstarsze wzmianki potwierdzające istnienie tradycji snycerstwa w okolicach Konjica pochodzą z II połowy XIX wieku. Pierwsi rzemieślnicy zamieszkiwali wsie Mladeškovići i Donja Bijela i początkowo wykonywali jedynie drobne przedmioty, by z czasem opanować umiejętność wytwarzania bogato zdobionych mebli oraz elementów wystroju wnętrz cechujących się rozpoznawalnymi, ręcznie rzeźbionymi motywami oraz ogólną identyfikacją wizualną.
Współcześnie (stan na 2016 rok) istnieją w Konjicu trzy rodzinne zakłady, które od czterech pokoleń zajmują się wytwarzaniem tradycyjnych przedmiotów z drewna – „Rukotvorine” Besima i Adema Nikšiciów, „Braća Nikšić” należący do Armina Nikšicia oraz „Mulićev record” będący własnością Sejfudina Vili.
Snycerstwo w Konjicu jest ważną częścią kultury lokalnej społeczności, budującą poczucie wspólnoty. Mieszkańcy zajmują się rzeźbieniem w drewnie zarówno zawodowo, jak i hobbystycznie. W okolicznych wsiach wielu ludzi wytwarza ręcznie na swój użytek przedmioty dekoracyjne, wykorzystując techniki i motywy charakterystyczne dla rzemiosła z tego regionu. Wykonywane dzieła zdobią wnętrza domów oraz stanowią pamiątki w całej Bośni i Hercegowinie, a także wśród diaspory boszniackiej na świecie.
Depozytariuszami dziedzictwa są doświadczeni rzemieślnicy pracujący w wyspecjalizowanych warsztatach, ale również osoby praktykujące to rzemiosło indywidualnie. Transmisja tradycji odbywa się poprzez szkolenie czeladników w niewielkich zakładach produkcyjnych oraz przekaz międzypokoleniowy w rodzinach.

## Wykonanie

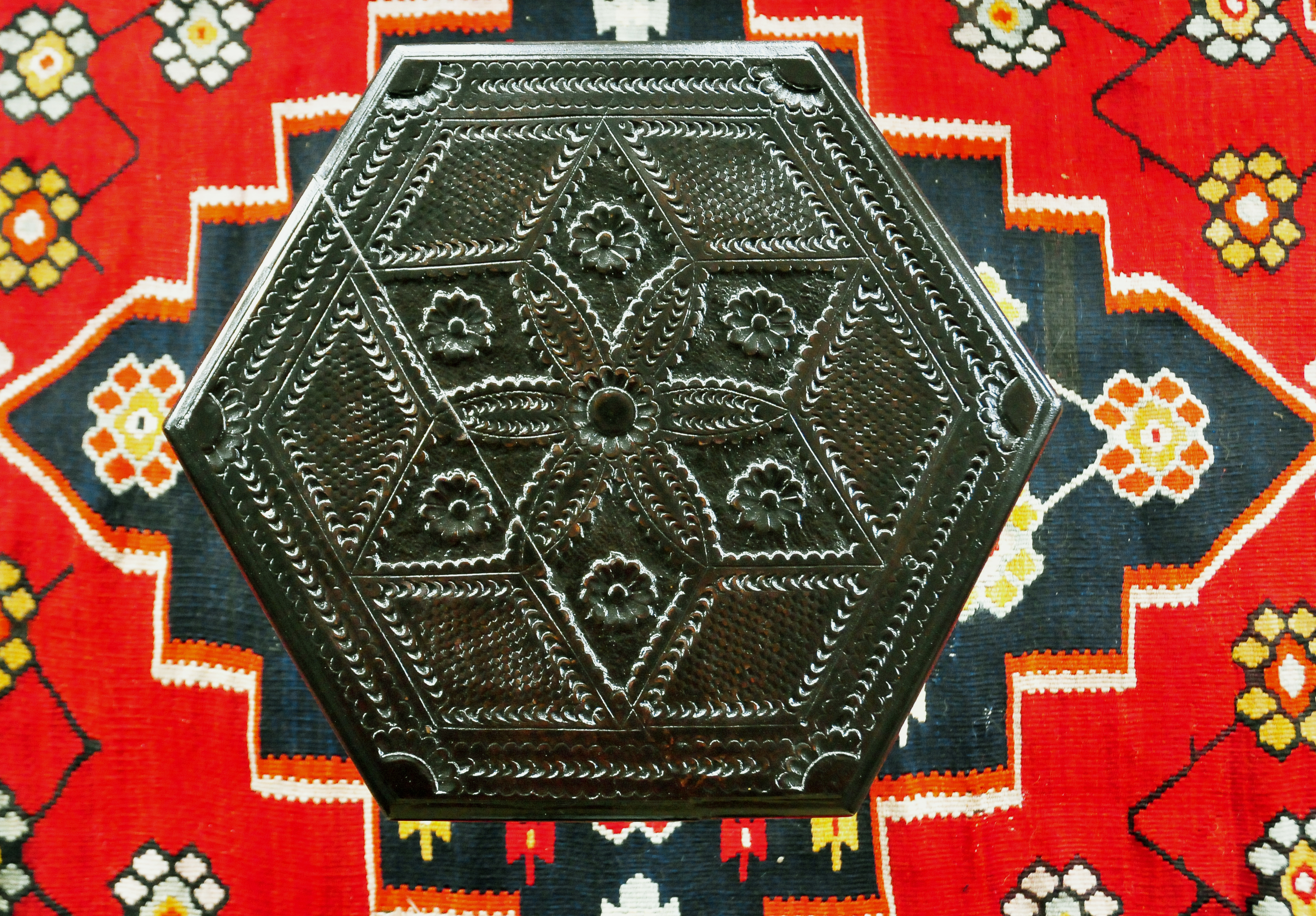
Drewniany rzeźbiony stół widziany od góry (2010)

Proces rzeźbienia rozpoczyna się od wykonania wzorów na kawałku drewna. Wykorzystywane jest głównie drewno orzechowe, klonowe i wiśniowe, ale także jesionowe i lipowe. Powierzchnię drewna najpierw nacina się wzdłuż narysowanych linii przy użyciu specjalnych dłut, w które uderza się młotkiem; jest to tzw. wiórowanie. Uzyskane szczeliny są następnie pogłębiane (dłutowane), a na koniec całość impregnuje się i dekoruje. Ręcznie wykonywane wzory najczęściej mają motyw geometryczny lub kwiatowy; styl rzeźbiarski wykorzystujący ten pierwszy motyw znany jest jako „styl bośniacko-konjicki”.
Współcześnie wykonywane produkty można podzielić na trzy grupy: klasyczne meble rzeźbione ręcznie (np. taborety, szafy, stoły czy biurka), drobne przedmioty dekoracyjne (np. tace i szkatułki na biżuterię) oraz wyroby łączące tradycyjne motywy z nowoczesnymi formami, powstające we współpracy z bośniackimi projektantami.